# Antoine Redin
Antoine Redin (Cenon, 4 de septiembre de 1934-Bastia, 27 de agosto de 2012) fue un futbolista y entrenador francés. Jugó en el FC Nancy, Toulouse y el AS Nancy. Entrenó el AS Nancy y el Bastia.

## Clubes
Como jugador
| Club     | País    | Año       |
| -------- | ------- | --------- |
| Nancy    | Francia | 1954–1960 |
| Toulouse | Francia | 1960–1967 |
| Nancy    | Francia | 1967–1974 |

Como jugador
| Club   | País    | Año       |
| ------ | ------- | --------- |
| Nancy  | Francia | 1970–1980 |
| Bastia | Francia | 1980–1986 |